# フォークストーン・インヴィクタFC
フォークストーン・インヴィクタ・フットボール・クラブ（Folkestone Invicta Football Club）はイングランド、ケント州、フォークストーンを本拠地とするサッカークラブチームである。2010-2011シーズンはイスミアンリーグ・プレミアディヴィジョン（7部相当）に所属。

## リザーブチーム
フォークストーン・インヴィクタFCのリザーブチームは、地域リーグのケントリーグ・ファーストディヴィジョン（9部相当）に参加している。

## クラブ各種記録
一試合最多観客動員数
- 2,332人 vsウェストハム・ユナイテッド フレンドリーマッチ 1996.12

## タイトル

### 国内タイトル
- なし

### 国際タイトル
- なし